# Gryon sinop
Gryon sinop är en stekelart som beskrevs av Lubomir Masner 1979. Gryon sinop ingår i släktet Gryon och familjen Scelionidae. Inga underarter finns listade i Catalogue of Life.